# Laphria auricincta
Laphria auricincta är en tvåvingeart som beskrevs av Wulp 1872. Laphria auricincta ingår i släktet Laphria och familjen rovflugor. Inga underarter finns listade i Catalogue of Life.